# Coupe de France de rugby à XIII 1975-1976
Navigation
Édition précédente Édition suivante
La Coupe de France de rugby à XIII 1975-1976 est la 39e édition de la Coupe de France, compétition à élimination directe mettant aux prises des clubs de rugby à XIII amateurs et professionnels affiliés à la Fédération française de jeu à XIII (aujourd'hui Fédération française de rugby à XIII).

## Liste des équipes en compétition en huitièmes de finale
| \| XIII Catalan Toulouse olympique XIII Bordeaux XIII AS Carcassonne RC Albigeois SO Avignon XIII Limouxin AS Saint-Estève FC Lézignan Cahors XIII Paris XIII RC Marseille Tonneins XIII Saint-Jacques XIII RC Saint-Gaudens Pamiers XIII \| Clubs prenant part à la Coupe de France de rugby à XIII 1976. |
| XIII Catalan Toulouse olympique XIII Bordeaux XIII AS Carcassonne RC Albigeois SO Avignon XIII Limouxin AS Saint-Estève FC Lézignan Cahors XIII Paris XIII RC Marseille Tonneins XIII Saint-Jacques XIII RC Saint-Gaudens Pamiers XIII                                                                     |

## Phase finale
|  | Huitièmes de finale            | Huitièmes de finale            |              |           | Quarts de finale               | Quarts de finale               |  |  | Demi-finales             | Demi-finales             |  |  | Finale                     | Finale                     |
|  | Huitièmes de finale            | Huitièmes de finale            |              |           | Quarts de finale               | Quarts de finale               |  |  | Demi-finales             | Demi-finales             |  |  | Finale                     | Finale                     |
|  |                                |                                |              |           |                                |                                |  |  |                          |                          |  |  |                            |                            |
|  | le 11 avril 1976 à Carcassonne | le 11 avril 1976 à Carcassonne |              |           | le 25 avril 1976 à Montpellier | le 25 avril 1976 à Montpellier |  |  | le 9 mai 1976 à Lézignan | le 9 mai 1976 à Lézignan |  |  | Le 23 mai 1976 à Perpignan | Le 23 mai 1976 à Perpignan |
|  | le 11 avril 1976 à Carcassonne | le 11 avril 1976 à Carcassonne |              |           | le 25 avril 1976 à Montpellier | le 25 avril 1976 à Montpellier |  |  | le 9 mai 1976 à Lézignan | le 9 mai 1976 à Lézignan |  |  | Le 23 mai 1976 à Perpignan | Le 23 mai 1976 à Perpignan |
|  | XIII Catalan                   | 7                              |              |           | le 25 avril 1976 à Montpellier | le 25 avril 1976 à Montpellier |  |  | le 9 mai 1976 à Lézignan | le 9 mai 1976 à Lézignan |  |  | Le 23 mai 1976 à Perpignan | Le 23 mai 1976 à Perpignan |
|  | XIII Catalan                   | 7                              |              |           | le 25 avril 1976 à Montpellier | le 25 avril 1976 à Montpellier |  |  | le 9 mai 1976 à Lézignan | le 9 mai 1976 à Lézignan |  |  | Le 23 mai 1976 à Perpignan | Le 23 mai 1976 à Perpignan |
|  | Lézignan                       | 6                              |              |           | le 25 avril 1976 à Montpellier | le 25 avril 1976 à Montpellier |  |  | le 9 mai 1976 à Lézignan | le 9 mai 1976 à Lézignan |  |  | Le 23 mai 1976 à Perpignan | Le 23 mai 1976 à Perpignan |
|  | Lézignan                       | 6                              | XIII Catalan | 9         |                                |                                |  |  | le 9 mai 1976 à Lézignan | le 9 mai 1976 à Lézignan |  |  | Le 23 mai 1976 à Perpignan | Le 23 mai 1976 à Perpignan |
|  | le 11 avril 1976 à Pia         |                                | XIII Catalan | 9         |                                |                                |  |  | le 9 mai 1976 à Lézignan | le 9 mai 1976 à Lézignan |  |  | Le 23 mai 1976 à Perpignan | Le 23 mai 1976 à Perpignan |
|  |                                | Avignon                        | 3            |           |                                |                                |  |  | le 9 mai 1976 à Lézignan | le 9 mai 1976 à Lézignan |  |  | Le 23 mai 1976 à Perpignan | Le 23 mai 1976 à Perpignan |
|  | Avignon                        | Avignon                        | 3            | 10        |                                |                                |  |  | le 9 mai 1976 à Lézignan | le 9 mai 1976 à Lézignan |  |  | Le 23 mai 1976 à Perpignan | Le 23 mai 1976 à Perpignan |
|  | Avignon                        | le 25 avril 1976 à Castres     |              | 10        |                                |                                |  |  | le 9 mai 1976 à Lézignan | le 9 mai 1976 à Lézignan |  |  | Le 23 mai 1976 à Perpignan | Le 23 mai 1976 à Perpignan |
|  | Cahors                         | 7                              |              |           |                                |                                |  |  | le 9 mai 1976 à Lézignan | le 9 mai 1976 à Lézignan |  |  | Le 23 mai 1976 à Perpignan | Le 23 mai 1976 à Perpignan |
|  | Cahors                         | 7                              | XIII Catalan | 14        |                                |                                |  |  |                          |                          |  |  | Le 23 mai 1976 à Perpignan | Le 23 mai 1976 à Perpignan |
|  | le 11 avril 1976 à Carcassonne |                                | XIII Catalan | 14        |                                |                                |  |  |                          |                          |  |  | Le 23 mai 1976 à Perpignan | Le 23 mai 1976 à Perpignan |
|  |                                | Carcassonne                    | 3            |           |                                |                                |  |  |                          |                          |  |  | Le 23 mai 1976 à Perpignan | Le 23 mai 1976 à Perpignan |
|  | Carcassonne                    | Carcassonne                    | 3            | 32        |                                |                                |  |  |                          |                          |  |  | Le 23 mai 1976 à Perpignan | Le 23 mai 1976 à Perpignan |
|  | Carcassonne                    | le 9 mai 1976 à Perpignan      |              | 32        |                                |                                |  |  |                          |                          |  |  | Le 23 mai 1976 à Perpignan | Le 23 mai 1976 à Perpignan |
|  | Paris                          | 17                             |              |           |                                |                                |  |  |                          |                          |  |  | Le 23 mai 1976 à Perpignan | Le 23 mai 1976 à Perpignan |
|  | Paris                          | 17                             | Carcassonne  | 9         |                                |                                |  |  |                          |                          |  |  | Le 23 mai 1976 à Perpignan | Le 23 mai 1976 à Perpignan |
|  | le 11 avril 1976 à Cavaillon   |                                | Carcassonne  | 9         |                                |                                |  |  |                          |                          |  |  | Le 23 mai 1976 à Perpignan | Le 23 mai 1976 à Perpignan |
|  |                                | Albi                           | 3            |           |                                |                                |  |  |                          |                          |  |  | Le 23 mai 1976 à Perpignan | Le 23 mai 1976 à Perpignan |
|  | Albi                           | Albi                           | 3            | 18        |                                |                                |  |  |                          |                          |  |  | Le 23 mai 1976 à Perpignan | Le 23 mai 1976 à Perpignan |
|  | Albi                           | le 25 avril 1976 à Limoux      |              | 18        |                                |                                |  |  |                          |                          |  |  | Le 23 mai 1976 à Perpignan | Le 23 mai 1976 à Perpignan |
|  | Marseille                      | 17                             |              |           |                                |                                |  |  |                          |                          |  |  | Le 23 mai 1976 à Perpignan | Le 23 mai 1976 à Perpignan |
|  | Marseille                      | 17                             | XIII Catalan | 23        |                                |                                |  |  |                          |                          |  |  |                            |                            |
|  | le 11 avril 1976 à Castres     |                                | XIII Catalan | 23        |                                |                                |  |  |                          |                          |  |  |                            |                            |
|  |                                | Toulouse                       | 8            |           |                                |                                |  |  |                          |                          |  |  |                            |                            |
|  | Toulouse                       | Toulouse                       | 8            | 28 (a.p.) |                                |                                |  |  |                          |                          |  |  |                            |                            |
|  | Toulouse                       |                                |              | 28 (a.p.) |                                |                                |  |  |                          |                          |  |  |                            |                            |
|  | Saint-Jacques                  | 18                             |              |           |                                |                                |  |  |                          |                          |  |  |                            |                            |
|  | Saint-Jacques                  | 18                             | Toulouse     | 21        |                                |                                |  |  |                          |                          |  |  |                            |                            |
|  | le 11 avril 1976 à Toulouse    |                                | Toulouse     | 21        |                                |                                |  |  |                          |                          |  |  |                            |                            |
|  |                                | Saint-Estève                   | 12           |           |                                |                                |  |  |                          |                          |  |  |                            |                            |
|  | Saint-Estève                   | Saint-Estève                   | 12           | 17        |                                |                                |  |  |                          |                          |  |  |                            |                            |
|  | Saint-Estève                   | le 24 avril 1976 à Toulouse    |              | 17        |                                |                                |  |  |                          |                          |  |  |                            |                            |
|  | Tonneins                       | 11                             |              |           |                                |                                |  |  |                          |                          |  |  |                            |                            |
|  | Tonneins                       | 11                             | Toulouse     | 21        |                                |                                |  |  |                          |                          |  |  |                            |                            |
|  | le 11 avril 1976 à Cahors      |                                | Toulouse     | 21        |                                |                                |  |  |                          |                          |  |  |                            |                            |
|  |                                | Bordeaux                       | 5            |           |                                |                                |  |  |                          |                          |  |  |                            |                            |
|  | Bordeaux                       | Bordeaux                       | 5            | 43        |                                |                                |  |  |                          |                          |  |  |                            |                            |
|  | Bordeaux                       |                                |              | 43        |                                |                                |  |  |                          |                          |  |  |                            |                            |
|  | Pamiers                        | 11                             |              |           |                                |                                |  |  |                          |                          |  |  |                            |                            |
|  | Pamiers                        | 11                             | Bordeaux     | 17        |                                |                                |  |  |                          |                          |  |  |                            |                            |
|  | le 11 avril 1976 à Pamiers     |                                | Bordeaux     | 17        |                                |                                |  |  |                          |                          |  |  |                            |                            |
|  |                                | Limoux                         | 13           |           |                                |                                |  |  |                          |                          |  |  |                            |                            |
|  | Limoux                         | Limoux                         | 13           | 20        |                                |                                |  |  |                          |                          |  |  |                            |                            |
|  | Limoux                         |                                |              | 20        |                                |                                |  |  |                          |                          |  |  |                            |                            |
|  | Saint-Gaudens                  | 16                             |              |           |                                |                                |  |  |                          |                          |  |  |                            |                            |
|  | Saint-Gaudens                  | 16                             |              |           |                                |                                |  |  |                          |                          |  |  |                            |                            |

## Finale 23 mai 1976
(mt : 10 - 8)
Points marqués :
- XIII Catalan : 4 essais de Fresquet (13e), Sauret (53e), Cologni (63e) et Lamora (68e) ; 2 transformations de Bourret (13e et 53e) ; 2 pénalités de Bourret (30e et ?) ; 3 drops de Camps (22e et 40e) et de Bourret (33e).
- Toulouse : 4 pénalités de de Matos (11e, 12e, 28e et 36e)

Évolution du score : 0-2, 0-4, 5-4, 6-4, 6-6, 8-6, 8-8, 10-8 (mi-temps), 15-8, 17-8, 20-8, 23-8.
Arbitre : M. Lacaze (Côte d'Argent)
Spectateurs : 6 395
Recette : 151 325 francs
Composition des équipes :
- XIII Catalan : Michel Charcos - Pierre Saboureau, Jean-Marc Bourret, Jean-François Fresquet, Patrick Nauroy - Jean-José Camps (o), Ivan Grésèque (m) - Henri Daniel, Jacques Moliner, Henri Berneau, Pierre Zamora, Jean-Jacques Cologni,  Jean-Pierre Sauret - Jean-Paul Masse, Bernard Déjean - Entraîneur : Francis Mas
- Toulouse : Francis Fabardine - Louis Bonnery, Lignère, Francis Pitous, Bernard Pujol - Maurice de Matos (o), Christian Buerba (m) - Claude Rodriguez, Didier Paludetto, Charles Thénégal, Claude Amiel, Guy Rodriguez, Jean-Claude Mayorgas - Didier Averseng, Claude Bedel - Entraîneur : Christian Saint-Sernin